# På sporet af
På sporet af er en årbog om danske jernbaner, der er blevet udgivet siden 1987. Bogen fortæller i tekst og billeder om både hverdagen og det seneste års begivenheder på de danske skinner. Der indledes med et kapitel om året, og derefter følger billeder med tekster om de forskellige jernbaneselskaber og -klubber, arbejder på infrastrukturen, aktuelle forhold og forskellige kuriosa.
Årbogen blev oprindeligt udgivet af Banebøger. Et brud mellem forfattere og forlag førte imidlertid til, at der blev udgivet to forskellige årbøger fra 1989 til 1993. Forfatterne udgav en på deres eget forlag Holsund, mens Banebøger udgav en anden, der fra 1991 fik navnet Jernbaneårbogen. I 1994 opnåedes forlig, så Holsunds årbog derefter blev den eneste. I 2010 overgik udgivelsen til Dansk Jernbane-Klub, der har udgivet den siden da.
Der er desuden blevet udgivet tiårskavalkader med 1960'erne, 1970'erne, 1980'erne og 1990'erne. På sporet af 70'erne blev udgivet af Forlaget Text, mens de øvrige blev udgivet af Holsund.

## Opbygning og indhold
Årbogens udformning er blevet ændret nogle gange i tidens løb, som det fremgår nedenfor. Fra 2001 har den været i fuldt farvetryk og fra 2014 med stift bind og formatet 24,5 x 24,5 cm. Fra 2015 følges i reglen følgende inddeling af bogen: Der indledes med en krønike om, hvad der skete på de danske skinner fra oktober året før til september i udgivelsesåret. Derefter følger en række kapitler fra det samme tidsrum bestående af billeder med kommenterende tekster. Det første kapitel er "Persontogsoperatører", der omtaler DSB og dets forskellige materiel samt Arriva. Under "Godoperatører" behandles selskaber som DB Cargo Scandinavia, CFL Cargo og Hector Rail. Kapitlet "Lokalbaner" kommer omkring alle de danske privatbaner, mens "Bybaner" dækker letbaner, S-tog og Københavns Metro. Kapitlet "Infrastruktur" omfatter især sporarbejder og nyanlæg. Kapitlet "På et sidespor" dækker forskellige kuriosa. Derefter følger et interview med en person med tilknytning til de danske jernbaner. Det sidste kapitel er "Veteranbaner og museer" om de forskellige jernbaneklubber og Danmarks Jernbanemuseum. Endelig rundes der af med et Danmarkskort, der viser hvor de enkelte billeder i bogen er taget.

## Historie
Den første På sporet af var På sporet af 70'erne, der blev skrevet af Claus Boje og Mogens Duus og udgivet på Forlaget Text i 1980. Forfatterne ønskede at mindes årtiet, der var indledt med nedlæggelser af mange baner men siden af en holdningsændring som følge af bedre materiel og køreplaner. Den 72 sider tykke bog indeholdt ca. 140 sort/hvide billeder fra de fleste steder i Danmark og alle suppleret af en kortere eller længere tekst. Ulf Holtrup fra Signalposten tog positivt imod bogen og bemærkede at "min eneste indvending er, at bogen skulle have været dobbelt så stor." Povl Wind Skadhauge fra Dansk Jernbane-Klubs medlemsblad Jernbanen syntes, at bogen levede godt op til sin titel, men at nogle mindre billeder burde have været gengivet i større format og omvendt. Han bemærkede i øvrigt, at bogen kunne ses som en fortsættelse af Tom Lauritsens Danmarks jernbaner 1960-1969 fra 1971. Birger Wilcke var dog mere kritisk i en efterfølgende anmeldelse i samme blad, idet han syntes, at der var alt for mange billeder af MO-motorvogne, mens der stort set ikke var nogen af klubbens tog.
En af bogens læsere var Jan Forslund. Han spekulerede efterfølgende længe over muligheden for at lave årbøger på en lignende måde. På det tidspunkt fandtes der i forvejen en svensk årbogsserie, Nordens järnvägar, med ca. 20 sider med danske billeder, men der var ingen ren dansk årbog. I 1987 kontaktede Jan Forslund så Mogens Duus. Resultatet blev På sporet af 1987, der blev skrevet af de to og udgivet på forlaget Banebøger. Af praktiske årsager dækkede den dog perioden fra begyndelsen af oktober 1986 til slutningen af september 1987. Den 48 sider tykke bog blev indledt med tre siders tekst om markante begivenheder i det forgangne år. Resten blev benyttet til 105 sort/hvide billeder fra en række forskellige fotografer med tilhørende tekster, der dækkede store og små ting hos DSB, privatbanerne og veteranbanerne.
Erik B. Jonsen fra Jernbanen spekulerede i sin anmeldelse på, hvorfor ingen havde lavet sådan en årbog før. For nok var der Nordens järnvägar "men Frank Stenvall får aldrig prisen for årbog til tiden." Jonsen omtalte derefter det nævnte indhold i den nye årbog og "og Forslund havde ikke været Jan, hvis han ikke havde smuglet et par fortræffelige sider om færger ind også." Jonsen ønskede sig dog nogle sider i farver men indrømmede, at det ville påvirke prisen, som han forvejen syntes var i overkanten. Ulf Holtrup fra Signalposten var positiv: "Teksten er behagelig kort, men saglig - gengivelsen af billederne god - og den tekniske kvalitet af optagelserne er særdeles god." Begge anmeldere sluttede med at anbefale deres læsere at købe årbogen, så den kunne fortsætte.
Årbogen fortsatte, men efter et par år førte uenigheder mellem forfattere og forlag til, at forfatterne startede deres eget forlag Holsund for at udgive den. Banebøger fortsatte imidlertid også udgivelsen af årbogen med en ny redaktion. Resultatet var at der blev udgivet to forskellige årbøger med titlen På sporet af 1989. Anmelderne havde dog noget svært ved at se logikken i dobbeltudgivelsen, for bortset fra den rød-hvid-røde striber på forsiden af Banebøgers bog, var der ikke den store forskel. Begge bøger havde fået farver på omslaget og omkring hundrede gode sort/hvide billeder indeni, men mange af de omhandlede begivenheder var trods alt de samme. Anders Riis fra Jernbanen fremhævede dog Holsunds nye indslag med indlæg fra forskellige personer med tilknytning til jernbanerne. Ulf Holtrup fra Signalposten ville ikke fremhæve den ene frem for den anden men rådede til gengæld de to forlag til at gå sammen om en årbog.
Dobbeltudgivelsen fortsatte de efterfølgende år. Der blev gjort et par forsøg på at stoppe det men uden held. Banebøger ændrede så i stedet titlen på deres bog til Jernbaneårbogen - På sporet af 19xx fra 1991 for at undgå misforståelser. Banebøgers årbog blev de første par år redigeret af Henrik Bache, Hans Henrik Frost og Peer Kurland. I 1991 blev den redigeret af Henrik Bache og Peer Kurland og i 1992-1993 af Henrik Bache alene. Som et nyt indslag indførtes i 1990 enkelte tegninger i skala H0 (størrelsesforhold 1:87) af aktuelt materiel, i dette tilfælde af styrevognene litra ABns(-e) og ADns(-e). I en anmeldelse af 1991-bogen fremhævede Ulf Holtrup fra Signalposten, hvordan årbogen fik dækket en række begivenheder og tiltag, som ikke var kommet med i de daglige aviser. Året efter bemærkede Anders Riis fra Jernbanen, at Banebøgers bog var noget dyrere end Holsunds. Årsagen var at indtægterne fra årbogen var med til at finansiere andre af Banebøgers udgivelser, der ikke solgte helt så godt.
Holsunds bog blev fortsat redigeret af Mogens Duus og Jan Forslund. Her var der overskud, hvilket blev benyttet til enkelte farvebilleder indeni bogen også fra 1991. I samme årgang introduceredes desuden et afsluttende Danmarkskort, hvor det var angivet, hvor de enkelte billeder var taget. I 1993 introduceredes afsnittet "Et togdøgn i Danmark", hvor man beskrev og registrerede, hvad der kom og gik af tog på en given station i løbet af en døgn, i dette tilfælde på Nykøbing Falster Station. Det blev gentaget nogle gange med uregelmæssige mellemrum med Kalundborg Station som den syvende og sidste i 2003. Et særligt indslag var Nyborg H og Nyborg Færgehavn Station, der blev dækket med både tog og færger i På sporet af 1996 forud for Storebæltsoverfartens ophør året efter.
Indimellem udgav Holsund tiårskavalkaden På sporet af 80'erne i 1990. Her blev der fortalt om DSB's materiel, jubilæer, uheld, privatbaner, veteranbaner mv. Ulf Holtrup fra Signalposten syntes, at bogen kom godt omkring, men savnede dog et stikordsregister. Torben Andersen fra Lokomotivet fremhævede indføringen til 1980'erne i forordet og billedet på bagsiden men syntes, at motivfordelingen i bogen som sådan var lidt skæv. Erik B. Jonsen fra Jernbanen sammenlignede bogen med forgængeren fra 1970'erne, "som vel var en mere begivenhedsrig periode end 80'erne, med det endelige farvel til dampen, de store sidebanenedlæggelser m.m., men skrev så alligevel, at læseren ville blive "forbløffet over så meget der skete, og hvor meget du allerede har glemt - om livet på banerne i 80'erne."

### En bog
I 1994 lykkedes det Holsund og Banebøger at indgå en aftale, så Holsunds årbog fremover var den eneste af slagsen. Banebøger forsøgte sig så i stedet med bogen Jul på hjul med artikler om historiske og aktuelle emner. Det var tanken, at det også skulle have været en årlig udgivelse, men i praksis blev det kun til en i 1994.
I 1996 måtte Mogens Duus trække sig fra På sporet af af tidsmæssige årsager, hvorefter Jan Forslund fortsatte som eneredaktør. Han kunne til gengæld glæde sig over opbakning fra 80 fotografer det år. I Thomas Nørgaard Olesens anmeldelse af På sporet af 1996 i Jernbanen hed det, at billederne var skarpe og relevante, men at de ikke altid var placeret i de afsnit, hvor de burde være. I øvrigt bemærkedes, at bogen fastholdt den vante stil med indledende tekst om året efterfulgt af mange billeder samt togdøgnet, et interview og tre eksterne indlæg. Årbogen fortsatte med at vokse op gennem 1990'erne med stadig flere billeder i farver og fra 2000 med 80 sider. I 2000 introduceredes desuden serien "Job på banen" i bogen, hvor man fulgte en given jernbanemedarbejder og fortalte om vedkommendes uddannelse og job. Der lagdes ud med en togfører hos DSB og en lokomotivfører hos Lollandsbanen. Andre eksempler talte så forskellige folk som DSB's køreplanschef, en ophugger af jernbanemateriel og en S-togsrevisor som den 13. og sidste i 2012.
Tilbage i 1999 udgav Holsund tiårskavalkaden På sporet af 60'erne af Jan Forsund og Hans Gerner Christiansen. Forfatterne bemærkede i forordet, at årtiet "sandsynligvis rummer de største modsætninger i jernbanens udviklingshistorie." For på den ene side kom der en række nye tog, men på den anden side blev en række baner nedlagt. Flemming Søeborg fra Banen roste bogen for ypperlige billeder og kompetente billedtekster med mange personlige kommentarer. Jakob Stilling fra Jernbanen roste miljøbillederne og de gode gengivelser men savnede dog nogle flere billeder fra strækninger og af færger. I 2003 fulgtes op med tiårskavalkaden På sporet af 90'erne under redaktion af Jan Forslund. Sammen med de andre tiårskavalkader betød det, at 40 år af den da nyeste tid var dækket. Som et særligt indslag var der en række korte indlæg fra forskellige personer under fællestitlen "Sådan husker jeg halvfemserne". Bent Jakobsen fra Jernbanen bemærkede, at bogens billeder gav mange gode eksempler på, hvordan tingene havde ændret sig, og hvordan de havde været.
I den egentlige årbogsserie tog man springet til fuldt farvetryk i 2001. Blandt de ca. 4.000 indkomne billeder var der da også kun en håndfuld i sort/hvid. Færgeafsnittet forsvandt, da der efterhånden kun var et par overfarter med jernbanefærger tilbage. Et nyhed var til gengæld, at der som forsøg var tre digitalfotos med i årbogen. Jakob Schulze fra Jernbanen var godt tilfreds med bogen og skrev, at den var "den af årets jernbanebøger hvor læseren får mest jernbaneatmosfære og billedkvalitet for pengene." Jens Dresling fra Politiken var tilsvarende positiv overfor På sporet af 2003: "Entusiastiske entusiaster fotograferer tidligt og silde, i sol, regn og slud, alt - alt - hvad der kører på sporene. (...) Over 180 billeder af tog fotograferet skråt forfra, alle med detaljerede billedtekster, gør årbogen til et must for jernbaneinteresserede. Ud over billederne er der vise ord fra trafikministeren og DSB's direktør, en reportage fra en af landets travleste fjernstyringscentraler og den velskrevne og skarpe krønike fra jernbaneåret, der gik."
I 2005 var over halvdelen af årbogens fotografer gået over til digitalkameraer. Jan Forslund var dog noget skeptisk overfor udviklingen: "Digitalisering giver skarphed, men ikke den helt samme farvebalance og nuancering som analoge kvalitetskameraer kan yde." I 2010, hvor stort set alle billeder var digitale, måtte Jan Forslund dog også overgive sig om end med forbehold: "Den digitale fotoverden er mangfoldig og unik, men forpligter også. Man kan jo så meget med computeren..."
Fra 2010 overgik udgivelsen af På sporet af til Dansk Jernbane-Klub men stadig med Jan Forslund som redaktør. Dansk Jernbane-Klub udgav i forvejen Jernbanen som sit medlemsblad, der dermed skulle til at anmelde en af klubbens egne udgivelser. På sporet af 2010 blev således anmeldt af Ole Henningsen, der roste kvaliteten af billederne og den fornuftige pris men syntes, at forfatterne skulle være skarpere i forhold til politikkerne og deres tomme hensigtserklæringer, end de ellers var. I 2013 overtog Niklas Havresøe jobbet som redaktør. Årets bog blev præsenteret ved en reception på Danmarks Jernbanemuseum, hvor der blev givet eksempler på, hvordan årbogen kunne have set ud, hvis den var udkommet gennem 150 år. Hvor På sporet af 2013 havde en IC4 på forsiden, kunne en hypotetisk På sporet af 1963 for eksempel have haft et af de dengang nye lyntog litra MA.
I 2014 skete der en væsentlig ændring i udformningen af årbogen. Alle de hidtidige bøger havde været i formatet 17x25 cm, der var et almindeligt format på jernbanebøger, da man begyndte i 1980'erne. Nu gik man imidlertid over til 24,5 x 24,5 cm med stift bind. Årsagen var at redaktionen ønskede at friske formatet op med et nyt layout, så der blev mere luft i bogen og plads til mere tekst. Dansk Jernbane-Klubs øvrige bøger var da også blevet udgivet i samme format siden 1999. Erik B. Jonsen fra Jernbanen tog godt imod ændringen, som han syntes gav mulighed for endnu bedre gengivelse af billederne. Desuden roste han bogens rigt illustrerede kapitler, som han syntes gav anledning til timer af fordybelse. På et punkt synes tingene dog ikke at have ændret sig; anmelderne synes stadig, at der var mere at se på i gamle dage. Om På sporet af 2017 skrev Flemming Jakielsky således i Jernbanen: "Det samlede billedvalg i bogen må siges at være godt dækkende, men desværre er lidt af den tidligere kendte mangfoldighed i materiellet forsvundet."
På sporet af udgives fortsat hvert år Dansk Jernbane-Klub, men den er omfattet af generelt faldende salgstal for jernbanebøger. Ved et årsmøde i klubbens salgs- og forlagsafdeling 24. november 2021 blev det oplyst, at årbogen havde et oplagstal på 1.300.

## Oversigt over udgivelser
Forlaget Text
- På sporet af 70'erne af Claus Boje og Mogens Duus, 1980.

Banebøger
- På sporet af 19xx af Mogens Duus og Jan Forslund, 1987-1988.
- På sporet af 19xx af Henrik Bache, Hans Henrik Frost og Peer Kurland, 1989-1990.
- Jernbaneårbogen - På sporet af 1991 af Henrik Bache og Peer Kurland, 1991.
- Jernbaneårbogen - På sporet af 19xx af Henrik Bache, 1992-1993.

Holsund
- På sporet af 19xx af Mogens Duus og Jan Forslund, 1989-1995.
- På sporet af 19xx af Jan Forslund, 1996-2009.
- På sporet af 80'erne af Mogens Duus og Jan Forslund, 1990.
- På sporet af 60'erne af Jan Forsund og Hans Gerner Christiansen, 1999.
- På sporet af 90'erne af Jan Forslund, 2003.

Dansk Jernbane-Klub
- På sporet af 20xx af Jan Forslund, 2010-2012.
- På sporet af 20xx under redaktion af Niklas Havresøe, 2013-